# Turček
Turček este o comună slovacă, aflată în districtul Turčianske Teplice din regiunea Žilina, pe malul râului Turiec⁠(d). Localitatea se află la altitudinea de 674 m deasupra n.m., se întinde pe o suprafață de 53,011 km2 și în 2017 număra 615 locuitori.

## Istoric
Localitatea Turček este atestată documentar din 1371.

## Demografie
| An:                | 1994 | 2004   | 2014   | 2024   |
| ------------------ | ---- | ------ | ------ | ------ |
| Număr de persoane: | 678  | 694    | 648    | 621    |
| Diferență:         |      | +2,35% | −6,62% | −4,16% |

| An:                | 2023 | 2024   |
| ------------------ | ---- | ------ |
| Număr de persoane: | 631  | 621    |
| Diferență:         |      | −1,58% |